# Symbolophorus reversus
Symbolophorus reversus is een straalvinnige vissensoort uit de familie van lantaarnvissen (Myctophidae). De wetenschappelijke naam van de soort is voor het eerst geldig gepubliceerd in 2005 door Gago & Ricord.